# Nationaal Comité advies dierproevenbeleid
Het Nationaal Comité advies dierproevenbeleid (NCad) is een Nederlandse organisatie die ingesteld is voor de ontwikkeling van het Nederlandse dierproevenbeleid en de bescherming van proefdieren. 
De organisatie brengt partijen bij elkaar en deelt beschikbare kennis op het gebied van de ethiek van dierproeven en het principe Vervangen, Verminderen en Verfijnen (de 3V's). Tevens geeft ze gevraagd en ongevraagd (beleids)advies over de aanschaf, fok, huisvesting, verzorging en het gebruik van dieren in wetenschappelijk onderzoek en onderwijs.
De organisatie is ontstaan met de invoering van de Europese Richtlijn (2010/63/EU) in de nationale wetgeving op 18 december 2014. Deze richtlijn heeft betrekking op dierproeven in wetenschappelijk onderzoek. Bij het ontstaan, nam NCad gedeeltelijk de activiteiten over van het Nationaal Centrum Alternatieven voor dierproeven, dat met de herziening van de wet ophield te bestaan. 